# Aeroportul Guyuan Liupanshan
Aeroportul Guyuan Liupanshan (IATA: GYU, ICAO: ZLGY) este un aeroport din Ningxia, Republica Populară Chineză ce deservește zona Guyuan⁠(d). Aeroportul a fost tranzitat în 2022 de 27.606 pasageri. A fost deschis în 26 iunie 2010 și numit după zona deservită.
Situat la o altitudine de 1.700 m, aeroportul dispune de o singură pistă.